# Il Popolano

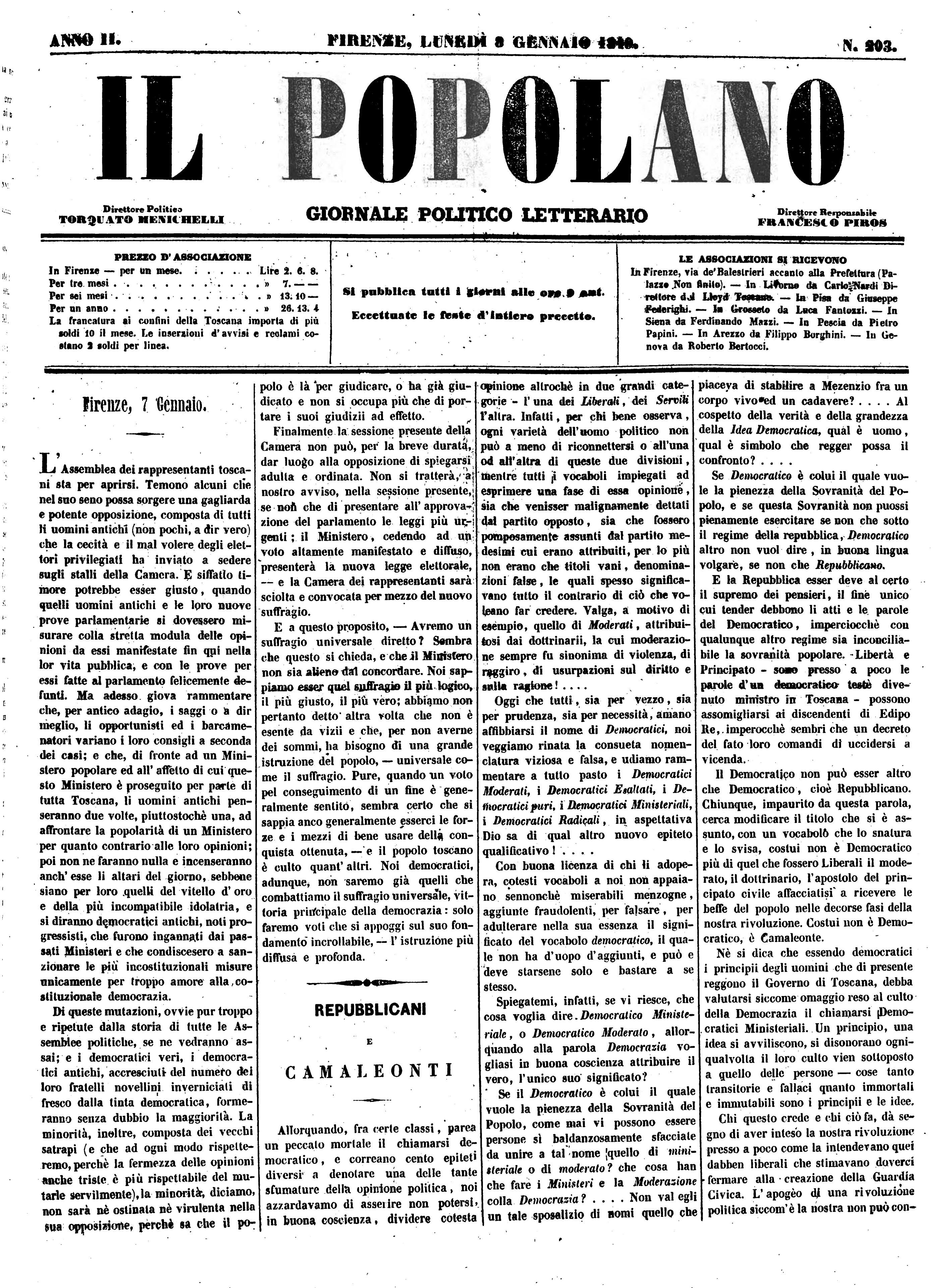
Prima pagina del Popolano del 9 gennaio 1849

Il Popolano fu un quotidiano pubblicato a Firenze dall'8 gennaio 1848 al 5 maggio 1849. È la continuazione del periodico Il Sabatino. Dopo la legge granducale sulla stampa del 6 maggio 1847 Il Sabatino cercò di cambiare nome ma la censura granducale non glielo permise. Dopo Guardia Nazionale, Ciompo, Balilla, fu infine autorizzato a chiamarsi Il Popolano. Lo diresse Enrico Montazio ed era proprietario Francesco Piros. Fu un quotidiano avverso agli aristocratici, ai gesuiti, agli oscurantisti, ai retrogradi., prometteva cuor di popolo, nulla altro. Patriottico e inneggiante all'Indipendenza Italiana, antiaustriaco, fu colpito dalla censura, il Montazio fu licenziato dal proprietario del giornale. La nuova redazione era composta da Napoleone Giotti direttore, da Torquato Menichelli, direttore dopo il Giotti, dal Busi. Il Popolano si moderò, fu unitario e fautore dell'indipendenza. Il Giotti lasciò la redazione quando Il Popolano attaccò Carlo Alberto. Contrastò il Ministro Ridolfi e si avvicinò al Capponi. Il Montazio ritorna a scrivere per Il Popolano il 2 ottobre 1848 come collaboratore. Il Popolano fu definitivamente soppresso il 18 maggio 1849.
Vi collaborarono: Gustavo Modena, Antonio Caccianiga, Achille Gennarelli, Augusto Zagnoni, G. B. Niccolini, Demetrio Ciofi.